# U-573
U-573 – niemiecki okręt podwodny (U-Boot) typu VIIC z okresu II wojny światowej, w 1942 przejęty przez marynarkę hiszpańską (Armada Española), w skład której wchodził do 1970.

## Historia
Zamówienie na budowę okrętu zostało złożone w stoczni Blohm & Voss w Hamburgu. Rozpoczęcie budowy okrętu miało miejsce 8 czerwca 1940 roku. Wodowanie nastąpiło 17 kwietnia 1941, wejście do służby 5 czerwca 1941 roku.
Podczas służby w Kriegsmarine pod dowództwem Kptlt. Heinricha Heinsohna okręt odbył 5 patroli bojowych, podczas których zatopił jeden statek przeciwnika (21 grudnia 1941 roku u wybrzeży Maroka – norweski frachtowiec „Hellen” o pojemności 5.289 BRT).
29 kwietnia 1942 roku, na północny zachód od Algieru, U-573 został zaatakowany bombami głębinowymi przez samolot Lockheed Hudson z 233 Dywizjonu RAF i poważne uszkodzony. Kapitan decydował o udaniu się do neutralnej Hiszpanii. 2 maja okręt wpłynął do portu w Kartagenie. Władze hiszpańskie pozwoliły na 3-miesięczny pobyt celem dokonania remontu, łamiąc tym samym prawo międzynarodowe, dopuszczające tylko 24 godzinny postój jednostki strony wojującej w neutralnym porcie, co wzbudziło silne protesty ze strony brytyjskiej ambasady w Madrycie. Ponieważ okazało się, że naprawa jest nieopłacalna czy wręcz niemożliwa, Kriegsmarine zdecydowała się sprzedać okręt Hiszpanom za kwotę 1,5 miliona reichsmarek. 2 sierpnia 1942 roku U-573 został wcielony do hiszpańskiej marynarki pod oznaczenie G-7. Kapitan Heinsohn powrócił do Niemiec w marcu 1943 roku, by zginąć dwa miesiące później jako dowódca U-438.
Remont G-7 został ostatecznie zakończony w 1947 roku, w czerwcu 1961 zmieniono oznaczenie na S-01, 2 maja 1970 roku skreślono go z listy floty. Mimo wysiłków zmierzających do przekształcenia go w okręt muzeum, został złomowany.